# 11 août 1974
Le dimanche 11 août 1974 est le 223e jour de l'année 1974.

## Naissances
- Audrey Mestre (morte le 12 octobre 2002), biologiste marine et apnéiste française
- Chris Messina, acteur américain
- Darryn Hill, coureur cycliste australien
- Hipolito Alejandro Suarez Nuez, personnalité politique espagnole
- Joo Jin-mo, acteur sud-coréen
- Kira Kener, actrice pornographique américaine
- Marie-France Dubreuil, patineuse artistique québécoise
- Nihad Hasanović, auteur bosnien

## Décès
- Christian Fouchet (né le 17 novembre 1911), diplomate et homme politique français
- Compton Bennett (né le 15 janvier 1900), réalisateur britannique
- Fusako Kitashirakawa (née le 28 janvier 1890), onzième enfant et la septième fille de l'empereur Meiji du Japon
- Irineu Bornhausen (né le 25 mars 1896), homme politique brasilien
- Jan Tschichold (né le 2 avril 1902), typographe, dessinateur de caractères, maquettiste, enseignant et écrivain allemand
- José Falcón (né le 30 août 1944), matador portugais

## Événements
- Publication de New Skin for the Old Ceremony